# 彭文迪
彭文迪（英語：Victor Wen-Ti Peng，1960年—）是一位臺裔美籍企業家，曾任賽靈思執行長，超微半導體（AMD）自適應和嵌入式運算事業部總裁。

## 生涯
彭文迪於1982年在迪吉多展開了他的職業生涯。從1982年到2008年，先後擔任了視算科技、美普思科技、Tzero Technologies、冶天科技(ATI)和AMD等公司的多個高階主管職位，於2008年加入賽靈思公司，2022年賽靈思被AMD收購後重返AMD，直至2024年8月30日退休。